# Squamanita
Squamanita là một chi nấm thuộc họ Tricholomataceae. Chi có mười loài phân bố rộng khắp.